# Walserski jezik
Walserski jezik (ISO 639-3: wae; walscher, walser), jedan od četiri alemanska jezika šire gornjonjemačke podskupine njemačkih jezika. 
Govori ga oko 21 900 etničkih Walsera (1980 C. Buchli) s gornjeg toka rijeke Rhône, od čega 10 000 u Švicarskoj (2004; kantoni Ticino, Graubünden, Valais), 8 080 u Austriji (2000 WCD; Vorarlberg i Tirol), 3 400 u Italiji (1978 Fazzini; Valle d'Aosta) i 1 300 u Lihtenštajnu (1995 C. Buchli; Triesenberg). Walseri i njihov jezik dobivaju ime po kantonu Wallis.

## Vanjske poveznice
- Ethnologue (14th)
- Ethnologue (15th)